# Varbergs Rullskridskoklubb
Varbergs Rullskridskoklubb, förkortat Varbergs RSK är en inlineklubb som är verksam i Varbergs kommun. Klubben bildades 1995 på initiativ av entusiasten Dennis Bengtsson, som också är dess ordförande (2008). 
I klubbens regi byggdes 2006 ”Sveriges första doserade bana för rullskridskoåkning (LBC-tracken)”, belägen i centralorten Varberg mellan Birger Svenssons väg och kvarvarande del av Norra vägen. Banan är landets första med internationella mått och 12 graders kurvdosering, bana nr två har 2009 byggts i Karlstad. Klubbordföranden Dennis Bengtsson belönades 2006 med Stockholms Speedskaters Stora Pris "för sina insatser vid skapandet av Sveriges enda ovalbana".  
Verksamhetsberättelsen vid Svenska Skridskoförbundets årsmöte i Stockholm 22 april 2007 innehöll bland annat följande rapporter: "När Sveriges första doserade 200 meters bana invigdes 22 maj (anm: 2006 i Varberg), var det Europeiska Rullskridskoförbundets ordförande Umberto Urbinati och dess generalsekreterare Raoul Trumpy på plats. Varbergs Rullskridskoklubb arrangerade samtidigt Scandinavian Cup och årets första Sverigecup. 120 åkare från Norge, Sverige, Danmark, Finland och Estland deltog. Tävlingen övervakades av huvuddomare Antonia Buonocore, Italien, tillsammans med ett svenskt domarteam /. . /.
"22 nationer deltog när Europeiska rullskridskoförbundet (CERS) genomförde sitt årsmöte i Martinsicuro, Italien, den 15 juli 2006 /. . . /."
Varbergsklubben har stått som värd för ett flertal SM-tävlingar, senast 10-11 augusti 2008, där 8 egna åkare deltog. Bäst lyckades junioren Oscar Larsson, som tog guld på 500 meter. I klass Veteran D 500 meter blev det silver för Hans-Tore Hansson och brons för Dennis Bengtsson. 
Vid SM i maraton 2008 tog Oscar Larsson och Hans-Thore Hansson guld i klasserna Junior respektive Veteran D.   
Av tidigare resultat kan nämnas: veteranen Bernt Johanssons guld i tre klasser 2006 och senioren Niklas Tenglunds två bronsmedaljer 2007. Klubbmedlemmar har även deltagit i EM-tävlingar.
Varbergsåkaren Anneli Markinhuhta gjorde 2008 comeback i Stadsloppet i Karlstad, där hon vann före favorittippade Helena Gustavsson från Skellefteå. 
Landsvägsloppet Solskenet mellan Varberg och Halmstad ersätts från 2003 av motionsloppet Rock 'n' Rull, ett klubbarrangemang som omfattar hel- och halvmara och körs på asfaltbana i varbergsregionen. 
Den 14 augusti 2011 genomfördes för tredje året i följd klubbens 12-timmarslopp på inlines och rullskidor. 170 deltagare från Sverige, Norge, Danmark och Tyskland tävlade på Falkenbergs motorbana, indelade i motions- och elitklasser.